# الوادعي (الرجم)

تعديل مصدري - تعديل

الوادعي هي إحدى اكبر القرى في عزلة بني هيثم بمديرية الرجم التابعة لمحافظة المحويت، بلغ تعداد سكانها 2550نسمة حسب تعداد اليمن لعام 2009.